# Konstantin Gedroits
Konstantin Kaetanovitch Gedroits (en russe : Константи́н Каэта́нович Гедройц) était un éminent scientifique russe né à Grigoriopol.
Spécialiste en géologie, il est notamment l'auteur de La classification génétique des sols basée sur le complexe de sols absorbants et les cations de sols absorbés.

## Biographie
Konstantin Gedroits est né à Grigoriopol (Empire russe) en 1872, son père était noble et appartenait à une ancienne famille princière. Konstantin a reçu une éducation au Corps des cadets de Kiev et a déménagé à Saint-Pétersbourg après l'obtention de son diplôme.
En 1898, Konstantin Gedroits fut diplômé de l'Institut forestier de Saint-Pétersbourg et poursuivit ses études au département des sciences naturelles de la faculté de physique et de mathématiques de l'université de Saint-Pétersbourg.
Par la suite, Konstantin Gedroits fonda le département agrochimique de la station d'agriculture expérimentale de Nosov en Ukraine, qu'il dirigea pendant 12 ans, entre 1918 et 1930.
En parallèle, entre 1918 et 1928, il travailla en tant que chercheur dans le laboratoire de chimie des sols de l'Institut des sciences du sol de l'Académie soviétique des sciences de Léningrad dont il fut le directeur.
Il occupa également le poste de professeur à l'Institut forestier de Léningrad et en 1927, il obtint le titre de membre correspondant de l'Académie soviétique des sciences du département des sciences physiques et mathématiques, spécialisé en minéralogie.
La même année, le scientifique fut nommé président de l'Association internationale des pédologues et reçut le prix Lénine. Deux ans plus tard, le chimiste devint membre à part entière de l'Académie soviétique des sciences et de plusieurs autres académies.
À partir de 1930, le scientifique diriga un laboratoire d'agronomie près de Moscou. Plus tard, Konstantin Gedroits fut probablement arrêté, ce qui détruisit sa santé, et c’est en 1932 que le scientifique décéda et fut enterré au cimetière allemand (cimetière de la Présentation de la Vierge) à Moscou (Union soviétique).
Une biographie de Konstantin Gedroits a été publiée à Moscou en 1995.

## Réalisations
Les réalisations scientifiques les plus importantes de Konstantin Gedroits ont été réalisées dans le domaine de la chimie colloïdale des sols. Le scientifique a créé la théorie des colloïdes du sol et leur rôle dans la formation des sols et leur fertilité. Gedroits a découvert ce qu'on appelle le « complexe d'absorption du sol » : un système de particules minérales, organo-minérales et organiques très dispersées, qui présentent des propriétés d'échange d'ions.
Konstantin Gedroits a développé une nouvelle classification des sols en fonction de leur contenu en cations d'échange. Il a suggéré deux grands groupes : les sols riches en bases et pauvres en bases, ainsi que quatre principaux types de sols : les sols latéritiques, podzol, chernozem et solonetz (alcalins).
Les scientifiques ont expliqué la nature de l'alcalinité du sol, lorsqu'il a découvert que les propriétés du solonetz dépendaient de l'ion sodium, inclus dans le complexe d'absorption du sol. Le chercheur a également suggéré un schéma d'évolution pour les sols alcalins, qui comprenait des étapes de solonchak, solonetz et soloth.
Toutes les découvertes mentionnées ont permis à Gedroits de formuler une technique célèbre de l'amélioration chimique des sols — traitement du gypse et application de chaux. Le scientifique est également connu comme auteur de nombreuses techniques d'analyse chimique des sols.

## Œuvres principales
- Décisions de l'Union allemande des stations agricoles concernant l'étude et l'évaluation des engrais, des aliments pour animaux et des semences. Par. et ajouter. K.K. Gedroits. - SPb.: Tapez. M. Merkusheva, 1905. -? avec.
- Gedroits K.K., comp. La nécessité des sols de la province de Saint-Pétersbourg pour les engrais dans les conditions de l'expérience de la végétation, - SPb.: Tapez. V.F. Kirshbaum, 1911, 85 p.
- Gedroits K.K., Chimie colloïdale en science des sols. Dans 2 heures Partie 1. Substances colloïdales dans la solution du sol. La formation de soude dans le sol. Salines et salines. - Saint-Pétersbourg.: Bureau of Agriculture and Soil Science Uch. Commission Ch. exercice de la gestion des terres et de l'agriculture, 1912, 58 p.
- Gedroits K.K., comp. Variabilité de la fertilité et de la productivité des sols sous l'influence des conditions naturelles et lors du stockage des sols à l'air sec. (Dans: Actes du Laboratoire de chimie agricole de Saint-Pétersbourg. Tirage séparé de l'édition VIII - Saint-Pétersbourg: Typ. V.F. Kirshbaum, 1913, P. 144-199.)
- Gedroits K.K., Chimie colloïdale en science des sols. Dans 2 heures Partie 2. Le taux de réactions métaboliques dans le sol. Nature colloïdale des sols saturés de diverses bases et méthode colorée pour déterminer la quantité de colloïdes dans le sol. - Saint-Pétersbourg.: Bureau of Agriculture and Soil Science Uch. Commission Ch. exercice de la gestion des terres et de l'agriculture, 1914, 36 p.
- Gedroits K. K., Notes sur l'analyse agronomique. - PG: Tapez. Altshuler, 1914, 16 p.
- Gedroits K.K., Effet des électrolytes sur les suspensions limoneuses. - PG: Tapez. Altshuler, 1915, 40 p.
- Gedroits K.K., comp. Méthodes de contrôle des engrais. En relation avec la loi du 3 juillet 1916 - Pg.: Type. V.F. Kirshbaum, 1917, 35 p.
- Gedroits K. K., Sur la méthodologie de détermination des bases zéolithiques dans le sol. - Pg.: [B. et.], 1918, 23 p.
- Gedroits K. K., La doctrine de la capacité d'absorption des sols. - PG: Ed. com Nar com agriculture, 1922, 56 p.
- Gedroits K.K., Analyse chimique des sols. Lignes directrices pour les études en laboratoire et sur les sols. - PG: «Le nouveau village», 1923, 253 p.
- Gedroits K.K., Complexe absorbant le sol et cations absorbés par le sol comme base de la classification génétique du sol. - L.: État. cahier de texte. type d'école. leur. Alekseeva, 1925, 35 p.
- Station expérimentale agricole de Nosov. 5e anniversaire de la révolution d'octobre. Département Agrochimique. Rapport du Département Agrochimique pour 1922-1923 Sous le total. éd. K.K. Gedroits. - K.: Trust Kiev-Seal, 1924, 75 p.
- Gedroits K. K., Sur la question de la région naturelle et historique de l'agriculture de Nosovskaya station expérimentale. - K.: «Kiev-Seal», 1926, 13 p.
- Station expérimentale agricole de Nosov. 5e anniversaire de la révolution d'octobre. Département Agrochimique. Rapport de synthèse pour 1924. Comp. F.N. Germanov et V.G. Taranovskaya. Sous le total. éd. K.K. Gedroits. - K.: Maison d'édition de la station expérimentale, 1926, 49 p.
- Gedroits K.K., - L.: Tapez. The Komintern, 1926, 49 p.
- Gedroits K.K., Mobilité des composés du sol et effet du calcium sur celui-ci. - K.: Trust Kiev-Seal, 1926, 18 p.
- Gedroits K.K., Le sol comme environnement culturel pour les plantes agricoles. Colloïdes du sol et salinité du sol. Selon le département agrochimique de Nosovskaya S.-kh. station expérimentale. Essai populaire. - K.: Trust Kiev Seal, 1926, 66 p.
- Gedroits K.K., Complexe absorbant le sol et cations absorbés par le sol comme base de la classification génétique du sol. 2e éd., Ext. et rev. - L.: Maison d'édition de Nosovsk. type de station expérimentale. The Komintern, 1927, 112 p.
- Taranovskaya V. G., Nitrification dans le sol du champ expérimental de la station expérimentale agricole de Nosov et rôle du trèfle dans son amélioration, Ed. et avec la préface. K.K. Gedroits. - KG. et.], 1927. -? avec.
- Gedroits K. K., Solonets, leur origine, leurs propriétés et la mise en valeur des terres. Essai scientifique populaire, - L.: Maison d'édition de Nosovsk. type de station expérimentale. The Komintern, 1928, 76 p.
- Gedroits K. K., La doctrine de la capacité d'absorption des sols, 2e éd., Rév. et ajouter. - M.-L.: Institut national d'art agricole «New Village», 1929, 156 p.
- Gedroits K.K., Analyse chimique du sol, 2e éd., Rév. et ajouter. - M.-L.: Institut national d'art agricole « New Village », 1929, 599 p.
- Gedroits K. K., La doctrine de la capacité d'absorption des sols, 3e éd., Rév. et ajouter. - M.-L.: Selkolkhozgiz, 1932, 203 p.
- Gedroits K.K., Analyse chimique du sol, 3e éd. - M.-L.: Selkolkhozgiz, 1932, 536 p.
- Gedroits K. K., La doctrine de la capacité d'absorption des sols, 4e éd., Rev. et ajouter. - M.: Selkhozgiz, 1933, 207 p.
- Gedroits K.K., Analyse chimique du sol, 4e éd., Stéréotype. - M.-L.: Lenselkhozgiz, 1935, 536 p.
- Gedroits K.K., Complexe absorbant les sols, plantes et engrais. Articles et documents sur les expériences dans le domaine expérimental Dolgoprudny de l'Université nationale de recherche pour 1930-1933. Sous le total. éd. F.N. Germanova. - M.-L.: Selkhozgiz, 1935, 343 p.
- Gedroits K.K., Œuvres choisies. En 3 vol. Sous le total. éd. N.P. Remezova. T. 1. Colloïdes du sol et capacité d'absorption du sol. - M.: Selkhozgiz, 1955, 560 p.
- Gedroits K.K., Œuvres choisies. En 3 vol. Sous le total. éd. N.P. Remezova. T. 2. Analyse chimique du sol. - M.: Selkhozgiz, 1955, 616 p.
- Gedroits K.K., Œuvres choisies. En 3 vol. Sous le total. éd. N.P. Remezova. T. 3. L'utilisation d'engrais, la régénération des terres et les expériences de végétation. - M.: Selkhozgiz, 1955, 560 p.
- Gedroits K.K., Articles scientifiques sélectionnés. - M.: Science, 1975, 638 p.

## Prix
- Prix Lénine (1927)

## Mémoire
- Le nom de Konstantin Kaetanovitch Gedroits a été pendant un certain temps porté par l'Institut panrusse de recherche sur les engrais, la science des sols agricoles et le génie agricole.
- Le musée de géologie de l'université d'État de Moscou (au 25e étage du bâtiment principal) a un buste[3] de Konstantin Kaetanovitch Gedroits.
- En 2002, la banque centrale de Transnistrie a frappé une pièce[4] en argent en l'honneur de ce natif de la Transnistrie d'aujourd'hui, dans le cadre d'une série de pièces mémorables appelée The Outstanding People of Pridnestrovie (en).